# Ож'є Гіслен де Бусбек
Ож'є́ Гісле́н де Бусбе́к (нід. Ogier Gisleen van Busbeke, фр. Ogier Ghislain de Busbecq, нім. Ogier Ghislain de Busbecq; нар. 1522 — пом. 28 жовтня 1592) — фламандський письменник, ботанік і дипломат на службі у трьох поколінь австрійських монархів — братів Карла V і Фердинанда I, сина Фердинанда — Максиміліана II та онука — Рудольфа II. Колекціонер старожитностей. Віднайшов цінні відомості про кримськоготську мову і відкрив для європейців білінгву «Monumentum Ancyranum» в Анкарі. Дав Хюррем Хасекі Султан, дружині Сулеймана I, ім'я, прийняте в Європі, — Роксолана. Посприяв ввезенню із Туреччини до Західної Європи деяких видів рослин і тварин, з яких багато було акліматизовано — зокрема, тюльпан, бузок, кінський каштан, а також — ангорські кози.

## Життєпис
Народився 1522 року в місті Комін у Фландрії. Незаконнонароджений син Георга Гіслена II, сеньйора де Бусбека, лицаря зі старовинного фламандського роду, і Катерини Геспіль, яка, як припускають дослідники, була служницею.
Виріс у батьківському замку в містечку Бусбек. Навчався у містах Вервік та Комін.
1536-го, в 13 років, вступив до університету в місті Левен, зареєструвавшись під іменем Ож'є Гіслен де Комін. Удосконалював освіту в кращих університетах Європи — в Парижі, Венеції (зокрема, навчався у гуманіста Джованні Баттісти Егнаціо), Болоньї та Падуї. Під час навчання, в основному, зосереджувався на вивченні літератури, права та медицини. Великий вплив на нього зробили ідеї Еразма Ротердамського. Сучасник де Бусбека, Людовіко Гвіччардіні, стверджував, що Ож'є знав сім мов: фламандську, латину, французьку, італійську, німецьку, іспанську та «слов'янську» (не уточнюючи, яку саме; ймовірно, хорватську).
1540 року указом німецького імператора Карла V Габсбурга був визнаний законним сином Георга Гіслена де Бусбека.
За прикладом батька і діда — обрав державну службу. Влаштувався до Фердинанда I, брата Карла, який у той час керував Австро-Угорщиною і Чехією.
1550 року — супроводжував до Англії посла Фердинанда дона Педро де Кастілья.
З 1554 року — працював при посольстві Фердинанда в Англії, був присутній на одруженні Філіпа II Іспанського і Марії Англійської і передав поздоровлення Фердинанда нареченим.

### Посол в Османській імперії
Наприкінці 1554 року — погодився змінити посла Габсбургів у Османській імперії Петра Мальвецці, який повернувся до Австрії смертельно хворим після ув'язнення у тюрмі за наказом султана Сулеймана I і, за припущеннями дослідників, тортур. Таке поводження з послом призвело до погіршення і без того напружених відносин Священної Римської і Османської імперій.
23 листопада — виїхав до Константинополя. Зі своєю свитою вирушив в екіпажі з Відня в Буду, звідти — по Дунаю до Белграда, а потім — по суші через Ниш, Софію і Адріанополь до Константинополя, куди прибув 20 січня 1555 року. Султан Сулейман I в цей час подорожував Малою Азією. Після трьох тижнів очікування — вирішив поїхати слідом за ним. Вирушив через Анкару, а 7 квітня — наздогнав султана в Амасьї і отримав у нього аудієнцію. Зміг передати Сулейману послання Фердинанда й отримати відповідь — пропозицію перемир'я на пів року. Хоча метою дипломатичної місії де Бусбека було укладення довготривалого миру.
У липні 1555 року — повернувся до Відня, щоб вручити імператору Карлу V відповідь султана. У листопаді того ж року — залишив Відень і на початку 1556 року — знову прибув до Константинополя, де залишався майже 7 років — обіймав посаду посла в Османській імперії. Зробив опис тріумфального повернення до Константинополя османського флоту на чолі з Піяле-пашою після переможної для османів битви при Джербі 1560 року. Також займався делімітацією кордону між володіннями Карла V і Османської імперії на спірній території Трансильванії. Цьому перешкоджав візир султана, Рустем-паша. Лише за його наступника, Семіз Алі-паші, справа почала просуватися.
У 1562 році — дипломатична місія де Бусбека завершилася: він домігся підписання султаном договору про восьмирічне перемир'я між двома імперіями. Хоча Габсбурги й мали виплатити туркам велику контрибуцію, а також — визнати їх ставленика в Трансильванії, угорця Яноша Заполья.
У кінці серпня 1562 року — виїхав із Константинополя. Спочатку поїхав до Відня, потім — до Франкфурта-на-Майні, де 21 листопада представив договір наступнику Карла — імператору Фердинанду I — для підписання.

### Фландрія і служба при дворі
Закінчивши дипломатичні справи, повернувся у Фландрію, де за час його відсутності, 1559 року, помер його батько.
Навесні 1563 року — призначений до числа придворних імператора Фердинанда. Незабаром після цього син Фердинанда, майбутній імператор Максиміліан II, відправив де Бусбека супроводжувати своїх синів — Рудольфа та Ернста — до двору Філіпа II в Іспанії.
1564 року — посвячений у лицарі.
З 1 січня 1567 року призначений вихователем чотирьох синів імператора Максиміліана: Матвія, Максиміліана, Альбрехта та Венцеля. Жив разом із підопічними у Відні.
З серпня 1570 по вересень 1571 року подорожував Іспанією разом з двором Філіпа II та двома своїми вихованцями — Альбрехтом і Венцелем.
1570 року як сенешаль супроводжував ерцгерцогиню Єлизавету до Парижа, де вона заручилася з королем Франції Карлом IX.
До серпня 1574 року — залишався на службі управителем двох синів Максиміліана — Матвія та Максиміліана, які лишились у Відні. Також займався питанням незалежності Нідерландів, виконував адміністративні обов'язки, консультував імператора і керував придворною бібліотекою.
1574 року, за наказом імператора Максиміліана, поїхав до Парижа керувати справами овдовілої Єлизавети. Після успішних переговорів — супроводжував її до Відня взимку з 1575 на 1576 рік. Сам — повернувся до Парижа, де Рудольф II, новий імператор, призначив його управителем володінь Єлизавети. Це було непростим завданням, оскільки де Бусбеку довелося протистояти французькому королю, який хотів забрати землі. Жив у Сен-Клу, містечку поблизу Парижа.

### Остання подорож

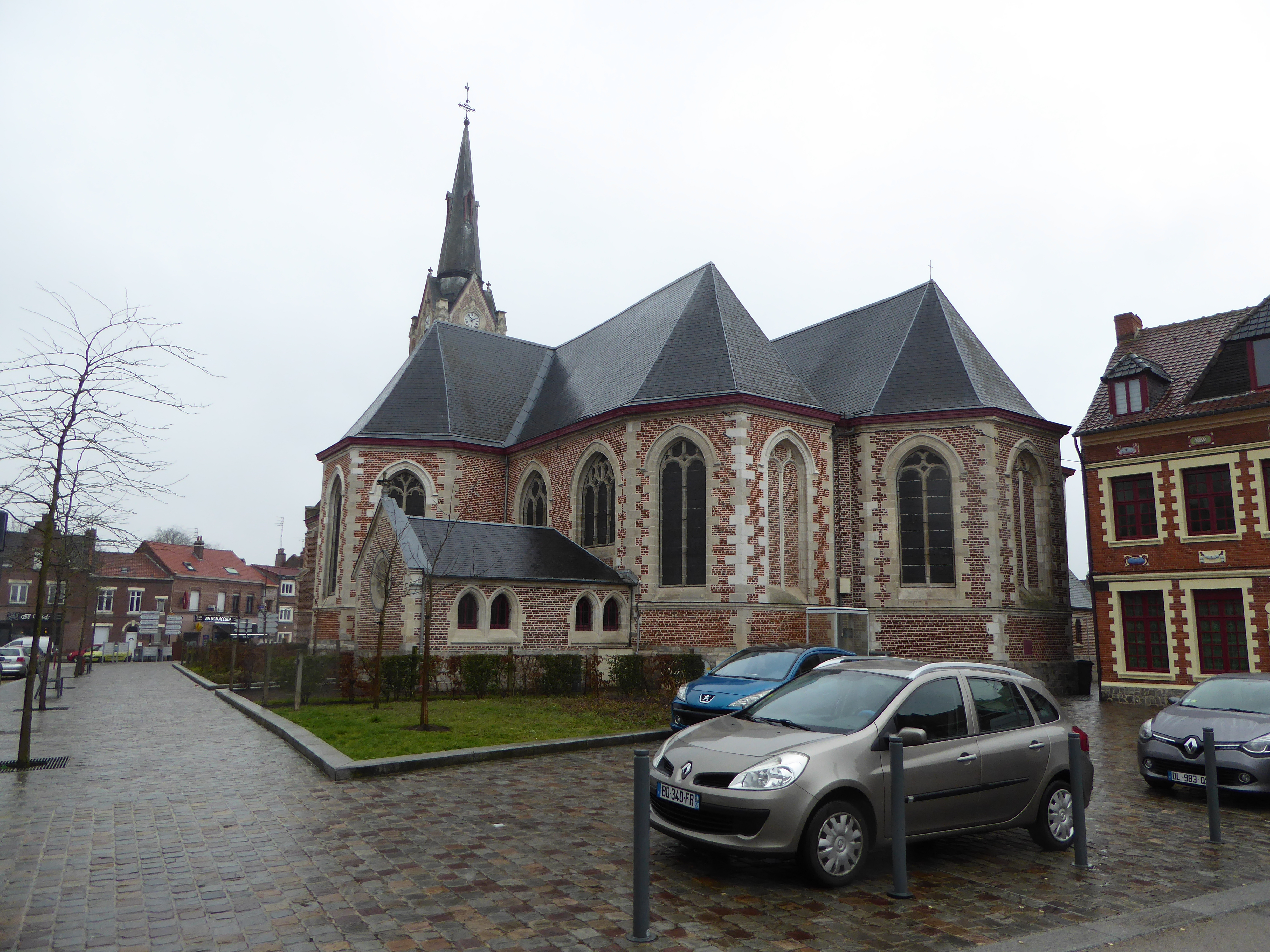
Церква Сен-Мартен у містечку Бусбек, де поховане серце де Бусбека
2018

Після смерті Єлизавети 1592 року вирішив повернутися до Відня, але спочатку — поїхав у рідну Фландрію, у батьківський замок, який купив у свого двоюрідного брата, Карела ван Єдегеема, ще 1587 року. Дорогою через Францію, де тривала війна між католиками і гугенотами, в Нормандії — де Бусбека взяла в полон банда солдатів. Через день його відпустили, але пережитий стрес похитнув здоров'я 70-річного мандрівника і не дозволив продовжити подорож.
Помер 28 жовтня 1592 року (за іншими даними — 1591) у замку Мейо у Сен-Жермен-су-Каї, неподалік Руану. Його тіло поховали в каплиці замку. А серце — 1598 року — урочисто перепоховали у сімейній церкві в містечку Бусбек.

## Родина
Мав єдинокровного брата Жана та трьох єдинокровних сестер — Маргариту, Жаклін та Агнес — дітей Георга Гіслена II, сеньйора де Бусбека, від законної дружини, Мадлен де Круа.
Особисте життя маловідоме. За даними дослідників, ніколи не був одружений і, найімовірніше, не мав дітей.

## Творчість і внесок
Колекціонував старожитності. За роки життя в Константинополі зібрав 260 грецьких рукописів, які пожертвував Імператорській бібліотеці у Відні (зокрема, копію трактату Діоскорида про лікарські рослини); багато старовинних монет, медалей. Віднайшов цінні відомості про кримськоготську мову і відкрив для європейців білінгву «Monumentum Ancyranum» в Анкарі, яка повідомляла про життя і діяння римського імператора Октавіана Августа.
Вивіз із Туреччини до Західної Європи деякі види рослин і тварин, з яких багато було акліматизовано — зокрема тюльпан, бузок, кінський каштан, аїр, а також — ангорські кози. Зокрема, цибулини турецького тюльпана він послав своєму другові Шарлю де Леклюзу, який акліматизував їх у Нідерландах. Це стало початком голландської тюльпанної індустрії.
1581 року латиною вийшла книга де Бусбека «Чотири листи про турецьке посольство» (лат. «Legationis turcicae epistolae IV»), перевидана в 1595 під назвою «Турецькі листи» (лат. «Turcicae epistola»). Вона мала познайомити європейців з Туреччиною. Це була збірка особистого листування з приятелем і колегою, угорським дипломатом Ніколасом Міхольтом, який на той час перебував у Фландрії. Листи описують пригоди де Бусбека, пов'язані з турецькою політикою, і нині є одним з основних першоджерел для дослідників османського двору XVI століття. Загалом, до 1595 року — вийшло ще три видання цієї книги, а в XVII столітті вона перевидавалася ще 12 разів; з'явилися також переклади чеською (1594), німецькою (1596), фламандською (1632), французькою (1649), іспанською (1650), англійською (1694), що витримали по кілька видань.
Саме де Бусбек дав Хюррем Хасекі Султан, дружині Сулеймана I, ім'я, прийняте в Європі, — Роксолана. У «Турецьких листах», описуючи змагання між наложницями султана за вплив, дипломат дав суперницям імена Роксолана та Боспорана, утворені ним від античних однойменних назв сарматських племенен — роксолани та боспорани. Численні перевидання книги вже в XVI столітті зробили її основним джерелом інформації про Хюррем Хасекі Султан в європейських країнах і сприяли популяризації її вигаданого імені.
1632 року в Брюсселі латинською вийшла книга де Бусбека «Epistolae ad Rudolphum II Imperatorem e Gallia scriptae» (посмертна публікація листів Бусбека до Рудольфа II з докладним описом життя і політики французького двору) — важлива для тогочасної історії.
Повне зібрання творів де Бусбека з'явилося в Лейдені 1633 року, в Базелі — 1740.

## Вшанування пам'яті

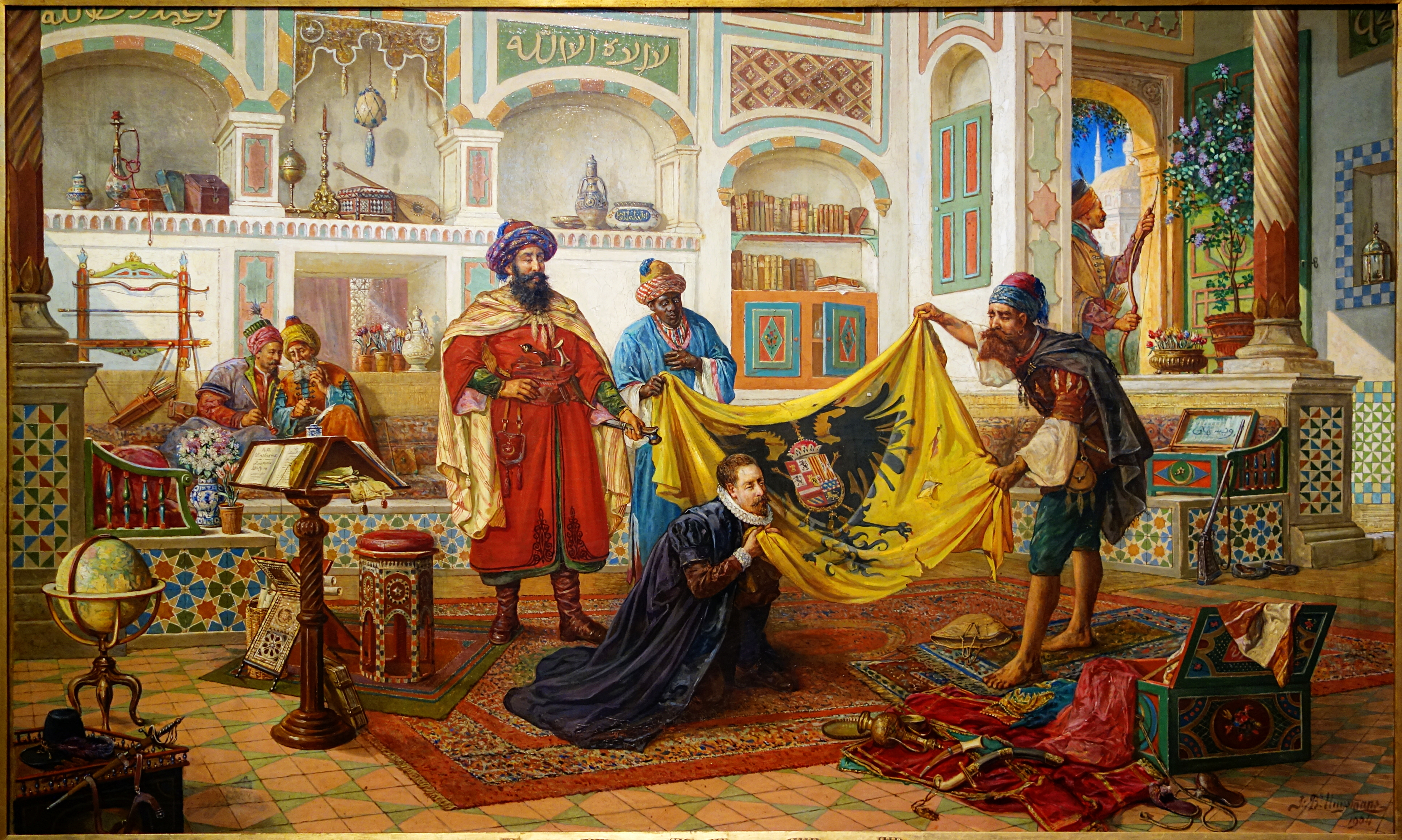
«Ож'є де Бусбек купує в Константинополі королівський прапор Іспанії у турецьких піратів»
Ян Баптист Гюйсманс, полотно, олія, 1904

- Філолог Юст Ліпсій, друг де Бусбека, написав йому епітафію.

| «Тут, під цією плитою, Бусбек лежить Ож'є. Хто він? Той, хто був милий цезарям доблестю Військовою і розумом всепроникним. Бачив мужа цього двір імператорський І султана палац. Мазун щастя він! Багато він випробував, мандруючи тут і там. У справі кожній себе Нестором він являв, Думкою, словом багатий. Нині чертог небес Став його вічний дах, бо в краю чужому Якийсь воїн або злодій життя загасив його, Так, але у небі запалилася нова ураз зірка, Що серед ясних світил Бельгії днесь горить». Юст Ліпсій, великому другу — найменший пам'ятник. Оригінальний текст (рос.) «Здесь, под этой плитой, Бусбек лежит Ожье. Кто он? Тот, кто был мил цезарям доблестью Воинской и умом, все проницающим. Видел мужа сего двор императорский И султана дворец. Баловень счастья он! Много он испытал, странствуя здесь и там. В деле каждом себя Нестором он являл, Мыслью, словом богат. Ныне чертог небес Стал его вечный кров, ибо в краю чужом Некий воин иль вор жизнь погасил его, Так, но в небе зажглась новая вмиг звезда, Что средь ясных светил Бельгии днесь горит». Юст Липсий, великому другу — малейший памятник. (Перевод з латыни — М. Р. Ненароковой) |
| |

## Образ у мистецтві
- 1904 року данський художник Ян Баптист Гюйсманс зобразив де Бусбека на картині «Ож'є де Бусбек купує в Константинополі королівський прапор Іспанії у турецьких піратів» (полотно, олія).
- 2000 року вийшов історичний роман бельгійського письменника Віллі Шпілліна[nl] «Бусбек або повернення додому»[23].

### Додаткова література
- Busbecq Ogier Ghiselin de. The Turkish letters of Ogier Ghiselin de Busbecq, imperial ambassador at Constantinople, 1554-1562 (Турецькі листи Ож'є Гіслена де Бусбека, імператорського посла в Константинополі, 1554-1562). — Baton Rouge, La. : Louisiana State University Press, 2005. — 265 с. — ISBN 0807130710.(англ.) (link: The Turkish letters of Ogier Ghiselin de Busbecq, imperial ambassador at Constantinople, 1554-1562 : translated from the Latin of the Elzevir edition of 1663. Oxford : Clarendon Press, 1927.)
- Busbecq Ogier Ghislain de. Les lettres turques (Турецькі листи). — Paris : Champion, 2010. — 426 с. — ISBN 9782745320384.(фр.)
- Dalle Réginald Alphonse. Auger Ghislain de Busbecq, humaniste et homme de la Renaissance, miroir de son siècle (Ож'є Гіслен де Бусбек, гуманіст і людина епохи Відродження, дзеркало свого століття). — 1975. — 239 с.(фр.)
- Huussen A. H. Het leven van Ogier Ghislain de Busbecq en het verhaal van zijn avonturen als keizerlijk gezant in Turkije (1554-1562) (Життя Ож'є Гіслена де Бусбека та історія його пригод як імператорського посланця в Туреччині (1554-1562)). — Leiden : Sijthoff, 1949. — 312 с.(нід.)
- Martels Zweder von. Augerius Gislenius Busbequius : leven en werk van de keizerlijke gezant aan het hof van Süleyman de Grote: een biografische, literaire en historische studie met editie van onuitgegeven teksten (Ож'є Гіслен Бусбек: життя і діяльність імператорського посланця при дворі Сулеймана Пишного: біографічне, літературне та історичне дослідження з виданням неопублікованих текстів). — Groningen : Rijksuniversiteit Groningen, 1989. — 584 с. — ISBN 909002963X.(нід.)
- Waele Ferdinand Jozef de. Ogier Giselijn van Busbeke, de Nederlander (Ож'є Гіслен де Бусбек, нідерландець). — Brussel : Paleis der Academieën, 1955. — 60 с.(нід.)